# Blaesoxipha beameri
Blaesoxipha beameri är en tvåvingeart som först beskrevs av Hall 1931.  Blaesoxipha beameri ingår i släktet Blaesoxipha och familjen köttflugor.
Artens utbredningsområde är Kalifornien. Inga underarter finns listade i Catalogue of Life.